# Bright Lights: Starring Carrie Fisher and Debbie Reynolds
Bright Lights: Starring Carrie Fisher and Debbie Reynolds (tựa đề trên màn ảnh là Bright Lights) là một bộ phim tài liệu 2016 về mối quan hệ giữa nghệ sĩ Debbie Reynolds (trong lần xuất hiện trên phim cuối cùng của bà) và con gái bà, nữ diễn viên và nhà văn người Mỹ Carrie Fisher. Phim ra mắt tại Liên hoan phim Cannes 2016 và phát sóng trên HBO vào ngày 7 tháng 1 năm 2017.
Một vài tuần trước buổi ra mắt phim, cả Fisher và Reynolds đều đã qua đời. Ngày 23 tháng 12, Fisher trải qua một cơn trụy tim và qua đời bốn ngày sau đó, trong khi Reynolds bị đột quỵ nặng khiến bà qua đời trong ngày kế tiếp, 28 tháng 12.

## Sản xuất
Alex Bloom và Fisher Stevens là những người đạo diễn bộ phim, trong khi Brett Ratner và Sheila Nevins đóng vai trò giám đốc sản xuất dưới tên hãng sản xuất RatPac Documentary Films và HBO Documentary Films. Theo tờ USA Today, phim là "một bức chân dung thật về sự giàu có của Hollywood... [nó] ghi lại cuộc đời của họ thông qua những buổi phỏng vấn, tấm ảnh và những thước phim cũ tại nhà... Phim kết thúc với một cảnh động ngay khi Reynolds đang chuẩn bị nhận giải thưởng Thành tựu trọn đời của Nghiệp đoàn Diễn viên Màn ảnh 2015 do chính con gái bà Fisher trao tặng."

## Công chiếu
Buổi ra mắt toàn cầu của phim diễn ra tại Liên hoan phim Cannes 2016 vào ngày 14 tháng 5 năm 2016, đồng thời cũng được chiếu tại liên hoan phim Telluride vào ngày 3 tháng 9 năm 2016 và tại Liên hoan phim tài liệu Hot Springs vào ngày 14 tháng 10 năm 2016. Phim tiếp tục chiếu tại Liên hoan phim New York vào ngày 10 tháng 10 năm 2016 và tại liên hoan phim AFI vào ngày 13 tháng 11 năm 2016.
Bộ phim dự kiến phát sóng trên HBO vào tháng 3 năm 2017, nhưng trước cái chết của cả hai nữ diễn viên vào cuối tháng 12 năm 2016, hãng thông báo họ đang cân nhắc lại ngày phát sóng. Hãng sau đó đưa ra quyết định chiếu phim trên HBO vào ngày 7 tháng 1 năm 2017.

## Đón nhận
Bright Lights: Starring Carrie Fisher and Debbie Reynolds nhận được sự hoan nghênh từ giới phê bình. Trên hệ thống tổng hợp kết quả đánh giá Rotten Tomatoes, phim nhận 100% lượng đồng thuận dựa theo 48 bài đánh giá với điểm trung bình là 9.1/10. Các chuyên gia của trang web nhất trí rằng, "Bright Lights: Starring Carrie Fisher and Debbie Reynolds là một câu chuyện cảm động, pha trộn vui lẫn buồn và hấp dẫn nhằm tri ân một cách đầy đau xót và ấn tượng đến mối quan hệ giữa hai mẹ/con kì lạ, có một không hai". Trên trang Metacritic, phim đạt điểm số 85 trên 100, dựa trên 25 bài đánh giá, chủ yếu là những nhận định tích cực.